# Adam Stodolski
Adam Stodolski (2 de março de 2000) é um judoca polonês. Competiu nos Jogos Olímpicos de Verão de 2024 em Paris. Foi eliminado na primeira fase pelo italiano Manuel Lombardo.
Conquistaou a vitória na Taça da Europa de Cadetes em Teplice, em 2017. Continuou o seu sucesso com uma medalha de bronze no Open Europeu de Sófia, em 2020, e outra de bronze no Open Europeu de Praga, em 2022. Stodolski expandiu-se ao garantir a medalha de ouro nos Jogos Europeus Universitários de Lodz, em 2022. Além disso, alcançou o título de campeão polaco em 2021 e garantiu uma medalha de prata no Grand Slam Qazaq Barysy, em Astana, em 2023, solidificando ainda mais a sua posição como um concorrente formidável.